# Das Traumschiff: Palau
Das Traumschiff: Palau ist ein deutscher Fernsehfilm des ZDF aus dem Jahr 2016. Es ist die 76. Folge der Fernsehreihe Das Traumschiff. Regie führte Stefan Bartmann.
Die Erstausstrahlung des Films sowohl im ZDF als auch im ORF fand am Montag, dem 26. Dezember 2016, zur Hauptsendezeit statt.

## Handlung
Günther Strobel geht mit seiner Frau Angelika an Bord. Tobias Reiter macht seiner Freundin Mia Schreiber einen Heiratsantrag, obwohl sie sich noch nicht lange kennen. Mia wird auf der gesamten Reise von Günther gestalkt, da die beiden sich vor einigen Jahren in München kennengelernt hatten, als Mia für einen Begleitservice arbeitete, um ihr Studium zu finanzieren. Günther hatte sie gebucht, Mia ist aber nach dem gebuchten gemeinsamen Essen nicht mit ihm ins Bett gegangen, was Günther jetzt nachholen möchte, wofür er ihr Geld anbietet. Im Verlauf der Reise wird Angelika klar, dass sie sich nach zwanzig Jahren Ehe von ihrem Mann trennen will und so zieht sie kurzerhand aus dem gemeinsamen Suite aus. Mia nimmt indes den zweiten Heiratsantrag von Tobias an, nachdem sie den ersten aus Unsicherheit abgelehnt hatte.
Martin Koch ist mit seiner Tochter Evelyn auf dem Schiff unterwegs. Martin leidet jedoch unter vaskulärer Demenz und hat immer mehr geistige Aussetzer. Auf Palau geht er verloren und landet auf einer Insel, auf der viele Demenzkranke leben, die hier zu einer Lebensgemeinschaft geworden sind. Nachdem Martin dort zuerst bleiben möchte, kann ihn Dr. Sander auf Evelyns Drängen doch noch überreden, wieder zurück nach Deutschland mitzukommen. Auf der Rückreise hat Evelyn die Idee, in der Heimat auch etwas Ähnliches wie auf der Insel, eine Wohngemeinschaft für Demenzkranke, zu gründen.
Romy und Lars Felber reisen auf dem Schiff nach Palau, um dort die beeindruckende Schönheit unter Wasser zu erleben. Doch wollen sie diese auch zerstören, indem sie unter Naturschutz stehende Korallenarten stehlen und für gutes Geld verkaufen wollen. Kapitän Victor Burger und dessen Freund Dirk Steffens sind ebenfalls zum Tauchen im selben Gewässer unterwegs und befinden sich ganz in der Nähe von Romy und Lars, von denen sie bei deren Rückfahrt gerammt werden. Dirk wird dabei verletzt, sodass die beiden Diebe zurückkehren und Dirk und Victor mit an Land nehmen. Dirks noch nicht ausgeschaltete Unterwasserkamera zeichnet indes die an Bord befindlichen gestohlenen Korallen auf. Zurück auf dem Schiff wertet Kapitän Burger die Aufnahmen aus und stellt die beiden Passagiere zur Rede. Diese bereuen ihre Tat und beschließen, mit den Behörden zusammenzuarbeiten, um ihre Auftraggeber zur Verantwortung zu ziehen.
Der Gründer der Reederei, Hieronymus Claasen, ist zu Besuch auf dem Schiff. Nach Diskussionen, wer die Begrüßungsrede für den Kapitän schreibt, übernimmt Chefhostess Beatrice diese Aufgabe. Kreuzfahrtdirektor Oskar Schifferle spricht sie beim Lesen vor sich hin, weshalb Claasen ihn mit „Käpt’n“ anspricht. In heller Aufruhr, aus dem Missverständnis herauszukommen, muss der wirkliche Kapitän die Situation klären. Doch wie sich herausstellt, hat Claasen von Beginn an an Oskars Uniform erkannt, dass nicht er der Kapitän ist.

## Produktion
Gedreht wurde zum dritten Mal auf der Amadea.

## Einschaltquoten
Die Erstausstrahlung im ZDF verfolgten insgesamt 5,94 Millionen Menschen, was einem Marktanteil von 17,3 % beim Gesamtpublikum entsprach. Bei den Jüngeren zwischen 14 und 49 Jahren waren es 10,4 % Marktanteil.